# ميخائيل موراي (كاتب)
ميخائيل موراي (بالإنجليزية: Michael Murray)‏ هو عازف الأرغن وكاتب أمريكي، ولد في 19 مارس 1943.

## وصلات خارجية
- ميخائيل موراي على موقع ميوزك برينز (الإنجليزية)
- ميخائيل موراي على موقع أول ميوزيك (الإنجليزية)
- ميخائيل موراي على موقع ديسكوغز (الإنجليزية)